# John Colgan (przedsiębiorca)
John Colgan (ur. 18 grudnia 1840 w Louisville, zm. 1 lutego 1916 tamże) – amerykański farmaceuta i przedsiębiorca, twórca pierwszej aromatyzowanej gumy do żucia aromatyzowanej mieszanką na bazie balsamu z naciętych pni woniawca balsamowego. Od 1891 roku sprzedał aptekę, zajmując się wyłącznie produkcją gumy. W 1910 roku opatentował system maszynowego porcjowania gumy.